# Kazimierz Łyszczyński

Brasão de armas de Kazimierz Łyszczyński

Kazimierz Łyszczyński (Łyszczyce, 4 de março de 1634 — Varsóvia, 30 de março de 1689), foi um filósofo, escritor, nobre, latifundiário e soldado polonês. Inicialmente treinado como um jesuíta, encontrou muitas contradições nos argumentos favoráveis à existência de Deus quando leu Theologia Naturalis, de Henry Aldsted. Perdeu sua fé e escreveu um tratado intitulado De non existentia Dei ("A não existência de Deus", em latim), o que lhe rendeu a acusação de ateísmo, grave crime à época. Eventualmente, foi considerado culpado e executado publicamente pela Igreja Católica. Teve sua língua e boca arrancadas, as mãos queimadas e a cabeça cortada; após a decapitação, seu corpo foi então jogado na fogueira onde também queimaram seus escritos que foram considerados hereges. Seu julgamento foi criticado e repudiado, e o caso foi considerado um exemplo de "assassinado religioso legalizado".